# سيوداد خواريز
سيوداد خواريز (بالإسبانية: Ciudad Juárez) كما تعرف أيضا باسم خواريز (بالإسبانية:Juárez) فقط. سابقا عرفت باسم باسو ديل نورتي (بالإسبانية:Paso del Norte)، هي مدينة ومقر لبلدية خواريز في تشيهواهوا بالمكسيك.
يقدر عدد سكانها بنحو 1.5 مليون نسمة. وهي قرب نهر ريو غراندي، وتطل عليها من الجانب الآخر على الحدود مع الولايات المتحدة مدينة إل باسوبتكساس، وأعيد تسميتها سيوداد خواريز (أو مدينة خواريز) على الرئيس المكسيكي الأسبق بينيتو خواريز.
إلباسو وسيوداد خواريز معا تعتبران من أكبر المناطق الحضرية ثنائية القومية في العالم حيث يبلغ عدد سكانهما مجتمعتين نحو 2.5 مليون نسمة. كما أن سيوداد خواريز تعد واحدة من أسرع المدن نموا في العالم. فمثلا ذكرت نشرة صادرة عن البنك الاحتياطي الفيدرالي في دالاس حول سيوداد خواريز بأن "متوسط النمو السنوي خلال فترة 10 سنوات بين عامي 1990-2000 كان 5.3 في المائة. كما أن المدينة شهدت أعلى نسبة في النمو السكاني في ولاية تشيواوا والمكسيك بشكل عام.
يقوم عدة آلاف من المدينة بعبور الحدود مع الولايات المتحدة ذهابا وإيابا يوميا، مايجعلها نقطة الدخول الرئيسية لجميع وسائل النقل في وسط شمال المكسيك.
تعتبر المدينة مركزا هاما للصناعة والتي تشكل في جزء كبير منها لما يزيد عن 300 منطقة حرة لتجهيز الصادرات (مصانع تجميع) الموجودة في المدينة وما حولها. ووفقا لما ذكرته صحيفة نيويورك تايمز في 2007 فان سيوداد خواريز قادرة «على استيعاب المزيد من العقارات الصناعية الجديدة أكثر من أي مدينة أخرى في أمريكا الشمالية.» وفي عام 2008 وصفت بأنها «مدينة المستقبل» من قبل مجلة "Foreign Direct Investment" التي تصدرها «فاينانشيال تايمز غروب».
رغم هذا فإن المدينة هي أيضا مرتع لانتشار الفقر والعنف والجرائم، بما في ذلك سلسلة من جرائم الاعتداءات والقتل التي تعرضت لها إناث عمالات في المصانع.
كما ولد العنف الذي تقوم به عصابات المخدرات بغرض السيطرة على طرق تهريب المخدرات نحو 6,000 قتيل في عام 2008. بينهم 1,600 منهم في خواريز وحدها، أي مايزيد عن ثلاث مرات أكثر من معظم المدن الأكثر عنفا في الولايات المتحدة.
ووفقا لمجلة أمريكا إكونوميا "América Economía" فان هذه المنطقة الحضرية الحدودية كانت دائما الحاصلة على المركز الأول بين أفضل المدن الكبرى للقيام بأعمال تجارية في أميركا اللاتينية. كما أن "منطقة سيوداد خواريز - إل باسو" صنفت في المرتبة السادسة عشر في إحصائية تجارية لكبرى المناطق التجارية في الولايات المتحدة".